# دبليو-بوتي-سي دي

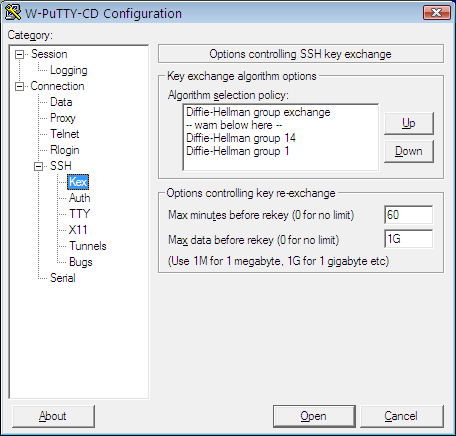
دبليو-بوتي-سي دي config dialog

دبليو-بوتي-سي دي (بالإنجليزية: W-PuTTY-CD)‏ هي مكتبة برمجية لنظام مايكروسوفت ويندوز مبنيه علي بروتكولات اتصال بوتي تستخدم في عمل برامج، هذه البرامج تعمل كعميل قشرة آمنة (بالإنجليزية: قشرة آمنة)‏، تيلي نت، دخول عن بعد(بالإنجليزية: rlogin)‏ أو بروتكول تي.سي.بي أولي.

ترخيص دبليو-بوتي-سي دي يندرج تحت رخصة MIT وتندرج تحت تصنيف مصدر مفتوح.

## وصلات خارجية
- الموقع الرسمي للمكتبة